# Yasuhito Tomita
Yasuhito Tomita (født 18. april 1990) er en japansk fodboldspiller, som spiller for den japanske fodboldklub Azul Claro Numazu.